# Bounty Killer
Rodney Basil Price (Kingston, 12 juni 1972), beter bekend als Bounty Killer, is een Jamaicaanse zanger en producer.

## Discografie

### Albums
Selectieve discografie:
- Roots, Reality & Culture (VP Records) (1994)
- Jamaica’s Most Wanted (Greensleeves Records) (1994)
- Guns Out (Greensleeves Records) (1994)
- Face to Face (VP Records) (1994)
- Down in the Ghetto (Greensleeves Records) (1994)
- No Argument (Greensleeves Records) (1995)
- My Xperience (VP Records/TVT Records) (1996)
- Ghetto Gramma (Greensleeves Records) (1997)
- Next Millennium (VP Records/TVT Records) (1998)
- 5th Element (VP Records) (1999)
- Ghetto Dictionary – The Mystery (VP Records) (2002)
- Ghetto Dictionary – The Art of War (VP Records) (2002)
- Eeeeaaooww (met Freeform Five) (2003)
- Nah No Mercy – The Warlord Scrolls (VP Records) (2006)